# Prima Divizie Daneză
Prima Divizie Daneză sau Viasat Divisionen este cea de-a doua competiție daneză în sistemul fotbalistic național. Din 1945 până în 1991, Divizia 1 a fost numele celui mai înalt nivel al fotbalului din Danemarca. Odată cu formarea Superliga Daneză, Divizia 1 a devenit al doilea nivel al fotbalului danez. În timp ce toate echipele din Superliga sunt profesioniste cu normă întreagă, Divizia 1 are un amestec de echipe profesioniste cu normă întreagă și semi-profesionale.
FC Fredericia este clubul care a jucat cele mai multe sezoane din liga cu 24 de sezoane (din 2022), inclusiv clubul care a jucat cele mai multe sezoane consecutive din liga cu 21 de sezoane consecutive. Viborg FF a câștigat turneul de cele mai multe ori; de 7 ori.
Viaplay difuzează toate meciurile din ligă.

## Istorie
După Al Doilea Război Mondial formatul diviziei de fotbal de top din Danemarca, „Liga Campionatului”, a revenit cu turneul numit acum „Divizia I”. Au fost din nou 10 echipe în prima divizie, jucându-se de două ori, cea mai mică echipă fiind retrogradată. Sezonul 1953–54 a văzut prima echipă din afara Copenhaga să câștige campionatul danez, când Køge Boldklub a câștigat titlul. Titlul de campionat nu a fost revendicat de o echipă de la Copenhaga în mai bine de zece ani, până când Akademisk Boldklub (AB) a câștigat sezonul 1967.
Din 1958, campionatul danez a fost organizat pe parcursul unui an calendaristic, iar sezonul 1956–57 a durat 18 luni, echipele jucându-se de trei ori pentru un total de 27 de jocuri. Din 1958 până în 1974, turneul a fost extins la 12 echipe, jucându-se de două ori câte 22 de meciuri pe sezon fiecare, dar acum ultimele două echipe s-au confruntat cu retrogradarea . Numărul de echipe a fost crescut la 16 pentru sezonul 1975, care a dus la 30 de jocuri pe sezon. În 1986, numărul de participanți a fost modificat încă o dată, de data aceasta scăzând numărul de echipe la 14, și numărul de jocuri la 26.
În 1991, a fost creată Superliga Daneză. Aceasta a însemnat că Divizia 1 a devenit a doua cea mai mare ligă. Odată cu introducerea Superliga, cele mai bune ligi daneze s-au reîntors în sezoanele de toamnă-primăvară.
În 1996, Divizia 1 a avut primul său sponsor, deoarece liga a primit numele oficial „Faxe Kondi Divisionen” după sponsorul principal Faxe Brewery. Acordul de sponsor s-a încheiat în 2001, dar din 2004 până la mijlocul lui 2007 a fost numit „Viasat Sport Divisionen”. „Sportul” a fost omis la închiderea canalelor Viasat Sport în Danemarca și la deschiderea TV 2 Sport. Sponsorizarea s-a încheiat în cele din urmă înainte de începerea sezonului 2010-2011.
În 1991, a fost creată Superliga Daneză. Aceasta a însemnat că Divizia 1 a devenit a doua cea mai mare ligă. Odată cu introducerea Superliga, cele mai bune ligi daneze s-au reîntors în sezoanele de toamnă-primăvară.
În 1996, Divizia 1 a avut primul său sponsor, deoarece liga a primit numele oficial „Faxe Kondi Divisionen” după sponsorul principal Faxe Brewery. Acordul de sponsor s-a încheiat în 2001, dar din 2004 până la mijlocul lui 2007 a fost numit „Viasat Sport Divisionen”. „Sportul” a fost omis la închiderea canalelor Viasat Sport în Danemarca și la deschiderea TV 2 Sport. Sponsorizarea s-a încheiat în cele din urmă înainte de începerea sezonului 2010-2011.

### Sigle
Fostele sigle ale Diviziei 1:

Viasat Divisionen (2007/08–2008/09) Sponsor: Viasat
1. Division (01.07–31.12.2011) No league sponsor
Betsafe Liga (01.01.2012–19.02.2013) Sponsor: Betsafe/Betsson
NordicBet Liga (19.02.2013–31.12.2014) Sponsor: Betsson
1. Division (01.01–30.06.2015) No league sponsor
Bet25 Liga (2015/16–season) Sponsor: Bet25
1. Division (01.07.2016–02.03.2017) No league sponsor
NordicBet Liga (03.03.2017–present) Sponsor: Betsson

## Format
Seria este formată din 12 echipe care se întâlnesc de două ori în fiecare sezon, după care liga este împărțită în două grupe a câte 6 echipe. Sunt două promovate în Superliga Daneză și două retrogradate în Divizia a 2-a daneză.

## Câștigători anteriori

### Landsfodboldturneringen(Turneul național de fotbal) (1913–1927)
| An      | Câștigător (titluri)                                               | Pe locul al doilea                                                 |
| ------- | ------------------------------------------------------------------ | ------------------------------------------------------------------ |
| 1912–13 | KB (1)                                                             | B 1901                                                             |
| 1913–14 | KB (2)                                                             | B 93                                                               |
| 1914–15 | „Nu a avut loc nicio competiție din cauza Primului Război Mondial” | „Nu a avut loc nicio competiție din cauza Primului Război Mondial” |
| 1915–16 | B 93 (1)                                                           | KB                                                                 |
| 1916–17 | KB (3)                                                             | AB                                                                 |
| 1917–18 | KB (4)                                                             | Randers Freja                                                      |
| 1918–19 | AB (1)                                                             | B 1901                                                             |
| 1919–20 | B 1903 (1)                                                         | B 1901                                                             |
| 1920–21 | AB (2)                                                             | AGF                                                                |
| 1921–22 | KB (5)                                                             | B 1901                                                             |
| 1922–23 | Frem (1)                                                           | AGF                                                                |
| 1923–24 | B 1903 (2)                                                         | B 1913                                                             |
| 1924–25 | KB (6)                                                             | AGF                                                                |
| 1925–26 | B 1903 (3)                                                         | B 1901                                                             |
| 1926–27 | B 93 (2)                                                           | Skovshoved                                                         |

### Danmarksmesterskabsturneringen(Turneul Campionatului Danemarcei) (1928–1929)
| An      | Câștigător (titluri) | Pe locul al doilea | Cel mai bun marcator |
| ------- | -------------------- | ------------------ | -------------------- |
| 1927–28 | none                 | none               | nu este disponibil   |
| 1928–29 | B 93 (3)             | KB                 | nu este disponibil   |

### Mesterskabsserien(Seria de campionat) (1930–1940)
| An      | Câștigător (titluri) | Pe locul al doilea | Cel mai bun marcator (club) (goluri)          |
| ------- | -------------------- | ------------------ | --------------------------------------------- |
| 1929–30 | B 93 (4)             | Frem               | nu este disponibil                            |
| 1930–31 | Frem (2)             | KB                 |                                               |
| 1931–32 | KB (7)               | AB                 |                                               |
| 1932–33 | Frem (3)             | B 93               |                                               |
| 1933–34 | B 93 (5)             | B 1903             |                                               |
| 1934–35 | B 93 (6)             | Frem               |                                               |
| 1935–36 | Frem (4)             | AB                 |                                               |
| 1936–37 | AB (3)               | Frem               | Pauli Jørgensen (Frem) (19)                   |
| 1937–38 | B 1903 (4)           | Frem               | Knud Andersen (n. 1903) (23)                  |
| 1938–39 | B 93 (7)             | KB                 | Erik Petersen (B 93) (27)                     |
| 1939–40 | KB (8)               | Fremad Amager      | Frede Jensen (Køge) și Kaj Hansen (B 93) (12) |

### Turnee de război (1941–1945)
| An      | Câștigător (titluri) | Pe locul al doilea |
| ------- | -------------------- | ------------------ |
| 1940–41 | Frem (5)             | Fremad Amager      |
| 1941–42 | B 93 (8)             | AB                 |
| 1942–43 | AB (4)               | KB                 |
| 1943–44 | Frem (6)             | AB                 |
| 1944–45 | AB (5)               | AGF                |

### Divizia 1 (1946–1990)
Primul nivel până în 1990, apoi din 1991 al doilea nivel.
| Sezon   | Câștigător         |
| ------- | ------------------ |
| 1945–46 | B93 (1)            |
| 1946–47 | AB (1)             |
| 1947–48 | KB (1)             |
| 1948–49 | KB (2)             |
| 1949–50 | KB (3)             |
| 1950–51 | AB (2)             |
| 1951–52 | AB (3)             |
| 1952–53 | KB (4)             |
| 1953–54 | Køge BK (1)        |
| 1954–55 | AGF (1)            |
| 1955–56 | AGF (2)            |
| 1956–57 | AGF (3)            |
| 1958    | Vejle Boldklub (1) |
| 1959    | B1909 (1)          |
| 1960    | AGF (4)            |
| 1961    | Esbjerg fB (1)     |
| 1962    | Esbjerg fB (2)     |
| 1963    | Esbjerg fB (3)     |
| 1964    | B1909 (2)          |
| 1965    | Esbjerg fB (4)     |
| 1966    | Hvidovre IF (1)    |
| 1967    | AB (4)             |
| 1968    | KB (5)             |
| 1969    | B1903 (1)          |
| 1970    | B1903 (2)          |
| 1971    | Vejle Boldklub (2) |
| 1972    | Vejle Boldklub (3) |
| 1973    | Hvidovre IF (2)    |
| 1974    | KB (6)             |
| 1975    | Køge BK (2)        |
| 1976    | B1903 (3)          |
| 1977    | OB (1)             |
| 1978    | Vejle Boldklub (4) |
| 1979    | Esbjerg fB (5)     |
| 1980    | KB (7)             |
| 1981    | Hvidovre IF (3)    |
| 1982    | OB (2)             |
| 1983    | Lyngby BK (1)      |
| 1984    | Vejle Boldklub (5) |
| 1985    | Brøndby IF (1)     |
| 1986    | AGF (5)            |
| 1987    | Brøndby IF (2)     |
| 1988    | Brøndby IF (3)     |
| 1989    | OB (3)             |
| 1990    | Brøndby IF (4)     |

| Sezon          | Câștigător         |
| -------------- | ------------------ |
| 1991           | Næstved IF (1)     |
| Toamna 1991    | Viborg FF (1)      |
| Primăvara 1992 | Brønshøj BK (1)    |
| Toamna 1992    | Esbjerg fB (6)     |
| Primăvara 1993 | Horsens fS (1)     |
| Toamna 1993    | Vejle Boldklub (5) |
| Primăvara 1994 | B93 (2)            |
| Toamna 1994    | Viborg FF (2)      |
| Primăvara 1995 | Esbjerg fB (7)     |
| 1995–96        | Hvidovre IF (4)    |
| 1996–97        | Ikast FS (1)       |
| 1997–98        | Viborg FF (3)      |
| 1998–99        | OB (4)             |
| 1999–2000      | FC Midtjylland (1) |
| 2000–01        | Esbjerg fB (8)     |
| 2001–02        | Køge BK (3)        |
| 2002–03        | Herfølge BK (1)    |
| 2003–04        | Silkeborg IF (1)   |
| 2004–05        | SønderjyskE (1)    |
| 2005–06        | Vejle Boldklub (6) |
| 2006–07        | Lyngby BK (2)      |
| 2007–08        | Vejle Boldklub (7) |
| 2008–09        | Herfølge BK (2)    |
| 2009–10        | AC Horsens (2)     |
| 2010–11        | AGF (6)            |
| 2011–12        | Esbjerg fB (9)     |
| 2012–13        | Viborg FF (4)      |
| 2013–14        | Silkeborg IF (2)   |
| 2014–15        | Viborg FF (5)      |
| 2015–16        | [[Lyngby BK]       |
| 2016–17        | Hobro IK (1)       |
| 2017–18        | Vejle Boldklub (8) |
| 2018–19        | Silkeborg IF (3)   |
| 2019–20        | Vejle Boldklub (9) |
| 2020–21        | Viborg FF (6)      |
| 2021–22        | AC Horsens (3)     |
| 2022–23        | Vejle Boldklub (9) |

## Total titluri câștigate
Următoarele 20 de cluburi au câștigat prima ligă din fotbalul danez.
| Club            | Câștigători | Pe locul doi | Ani câștigători |
| --------------- | ----------- | ------------ | --- |
| KB              | 15          | 13           | 1912–13, 1913–14, 1916–17, 1917–18, 1921–22, 1924–25, 1931–32, 1939–40, 1947–48, 1948–49, 1949–50, 1952–53, 1968, 1974, 1980          |
| F.C. Copenhagen | 15          | 7            | 1992–93, 2000–01, 2002–03, 2003–04, 2005–06, 2006–07, 2008–09, 2009–10, 2010–11, 2012–13, 2015–16, 2016–17, 2018–19, 2021–22, 2022–23 |
| Brøndby         | 11          | 11           | 1985, 1987, 1988, 1990, 1991, 1995–96, 1996–97, 1997–98, 2001–02, 2004–05, 2020–21                                                    |
| AB              | 9           | 10           | 1918–19, 1920–21, 1936–37, 1942–43, 1944–45, 1946–47, 1950–51, 1951–52, 1967                                                          |
| B 93            | 9           | 2            | 1915–16, 1926–27, 1928–29, 1929–30, 1933–34, 1934–35, 1938–39, 1941–42, 1945–46                                                       |
| B 1903          | 7           | 5            | 1919–20, 1923–24, 1925–26, 1937–38, 1969, 1970, 1976                                                                                  |
| Frem            | 6           | 9            | 1922–23, 1930–31, 1932–33, 1935–36, 1940–41, 1943–44                                                                                  |
| AGF             | 5           | 8            | 1954–55, 1955–56, 1956–57, 1960, 1986                                                                                                 |
| Vejle           | 5           | 3            | 1958, 1971, 1972, 1978, 1984 |
| Esbjerg         | 5           | 3            | 1961, 1962, 1963, 1965, 1979 |
| AaB             | 4           | –            | 1994–95, 1998–99, 2007–08, 2013–14 |
| OB              | 3           | 6            | 1977, 1982, 1989 |
| FC Midtjylland  | 3           | 5            | 2014–15, 2017–18, 2019–20 |
| Hvidovre        | 3           | 1            | 1966, 1973, 1981 |
| Lyngby          | 2           | 3            | 1983, 1991–92 |
| Køge            | 2           | 1            | 1953–54, 1975 |
| B 1909          | 2           | –            | 1959, 1964 |
| FC Nordsjælland | 1           | 2            | 2011–12 |
| Silkeborg       | 1           | 1            | 1993–94 |
| Herfølge        | 1           | –            | 1999–2000 |

- Bold clubs play in top flight.
- Italic clubs merged and created superstructures.

### Total titluri câștigate pe oraș
Cele 20 de cluburi câștigătoare de titlu au venit dintr-un total de 10 orașe. Cel mai de succes oraș este Copenhaga.
| Oraș          | Titluri | Cluburi câștigătoare                                                                                          |
| ------------- | ------- | --- |
| Storkøbenhavn | 77      | KB (15), F.C. Copenhagen (15), Brøndby (11), AB (9), B 93 (9), B 1903 (7), Frem (6), Hvidovre (3), Lyngby (2) |
| Aarhus        | 5       | AGF (5) |
| Esbjerg       | 5       | Esbjerg fB (5)                                                                                                |
| Odense        | 5       | OB (3), B 1909 (2)                                                                                            |
| Vejle         | 5       | Vejle Boldklub (5)                                                                                            |
| Aalborg       | 4       | AaB (4) |
| Herning       | 3       | FC Midtjylland (3)                                                                                            |
| Køge          | 2       | Køge (2) |
| Farum         | 1       | FC Nordsjælland (1)                                                                                           |
| Herfølge      | 1       | Herfølge (1)                                                                                                  |
| Silkeborg     | 1       | Silkeborg IF (1)                                                                                              |

## Echipele sezonului 2017–2018
| Club          | Locul ocupat în sezonul precedent | Primul sezon în Prima Divizie |
| ------------- | --------------------------------- | ----------------------------- |
| Brabrand IF   | 2 în A doua divizie               | 2017–18                       |
| Esbjerg fB    | 14 în Superligaen                 | 2017–18                       |
| FC Fredericia | 8                                 | 2001–02                       |
| FC Roskilde   | 4                                 | 2014–15                       |
| Fremad Amager | 10                                | 2016–17                       |
| HB Køge       | 6                                 | 2012–13                       |
| Nykøbing FC   | 7                                 | 2016–17                       |
| Skive IK      | 5                                 | 2014–15                       |
| Thisted FC    | 1 în A doua divizie               | 2017–18                       |
| Vejle BK      | 9                                 | 2009–10                       |
| Vendsyssel FF | 2                                 | 2010–11                       |
| Viborg FF     | 12 în Superligaen                 | 2017–18                       |